# Russell Downing
Russell Downing (ur. 23 sierpnia 1978 w Rotherham) – brytyjski kolarz szosowy i torowy. Jest Anglikiem.
Największym sukcesem zawodnika jest zwycięstwo w wyścigu Tour de Wallonie w 2010 roku.

## Najważniejsze osiągnięcia

### tor
- 2002
  -  1. miejsce w mistrzostwach Wielkiej Brytanii (scratch)
- 2003
  -  1. miejsce w mistrzostwach Wielkiej Brytanii (wyścig punktowy)
  -  1. miejsce w mistrzostwach Wielkiej Brytanii (madison)

### szosa
- 2004
  - 1. miejsce na 4. etapie Circuit de Mines
- 2005
  -  1. miejsce w mistrzostwach Wielkiej Brytanii (start wspólny)
- 2008
  - 2. miejsce w Tour of Ireland
    - 1. miejsce na 4. etapie
- 2009
  - 1. miejsce w Tour of Ireland
    - 1. miejsce na 1. etapie
- 2010
  - 1. miejsce na 2. etapie Critérium International
  - 1. miejsce w Tour de Wallonie
    - 1. miejsce na 5. etapie
- 2012
  - 1. miejsce w Grand Prix de la Ville de Lillers
  - 1. miejsce na 5. etapie Glava Tour of Norway
  - 2. miejsce w Circuit des Ardennes